# Crest, Drôme
Crest är en kommun i departementet Drôme i regionen Auvergne-Rhône-Alpes i sydöstra Frankrike. Kommunen är chef-lieu för kantonerna Crest-Nord och Sud som tillhör arrondissementet Die. År 2022 hade Crest 8 712 invånare.

## Befolkningsutveckling
Antalet invånare i kommunen Crest
Referens:INSEE